# Rząd Lajosa Batthyány

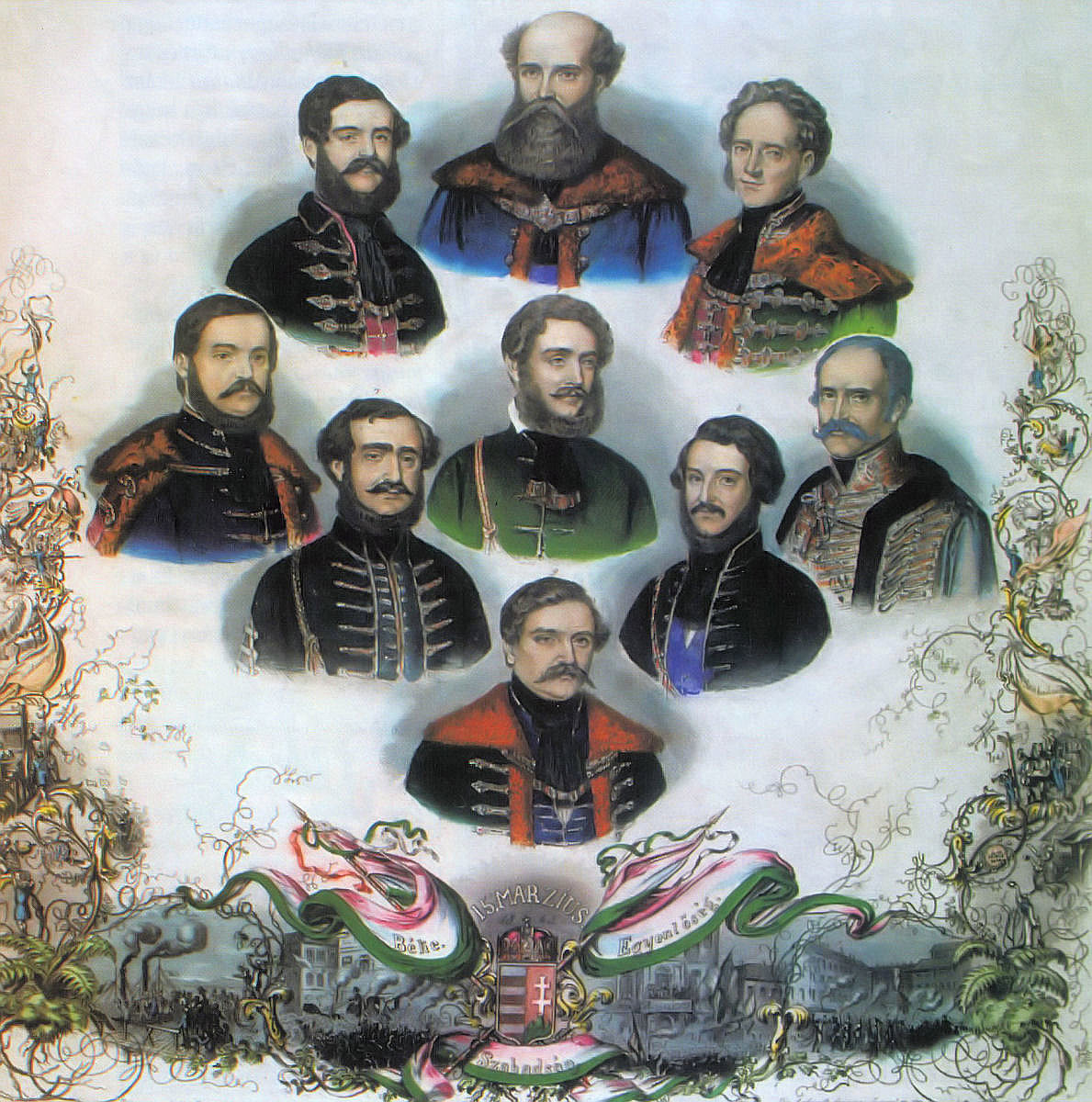
Rząd Lajosa Batthyány

Rząd Lajosa Batthyány – rząd Królestwa Węgier, działający od 23 marca do 2 października 1848, pod przewodnictwem premiera Lajosa Batthyány podczas powstania węgierskiego (1848–1849).
Rząd ukonstytuował się 7 kwietnia 1848.

## Skład rządu
- premier – Lajos Batthyány (Partia Opozycyjna)
- minister sprawiedliwości – Ferenc Deák (Partia Opozycyjna)
- minister spraw wewnętrznych – Szemere Bertalan (Partia Opozycyjna)
- minister edukacji – József Eötvös (Partia Opozycyjna)
- minister – Pál Esterházy (Partia Konserwatywna)
- minister ekonomii – Lajos Kossuth (Partia Opozycyjna)
- minister – Gábor Klauzál (Partia Opozycyjna)
- minister – Lázár Mészáros
- minister – István Széchenyi

## Literatura
- Henryk Wereszycki – „Historia Austrii”, Wrocław 1972
- Wacław Felczak – „Historia Węgier”, Wrocław 1983, ISBN 83-04-01028-3.